# Leptactina
Leptactina là một chi thực vật có hoa trong họ Thiến thảo (Rubiaceae).

## Loài
Chi Leptactina gồm các loài:
- Leptactina densiflora Hook.f.
- Leptactina papyrophloea Verdc.
- Leptactina senegambica Hook.f.[4]